# Братья Байковы
Братья Байковы: Пётр Ильич (1817—1854)  и Фёдор Ильич (1818—1880) — русские художники-баталисты, сыновья лейб-кучера императора Александра I Ильи Ивановича Байкова.

## Пётр Ильич Байков
Старший, Пётр Ильич, учился в Академии Художеств с 1833 года в качестве своекоштного (приходящего) ученика. Его наставником был художник-баталист Александр Зауервейд. В 1838 году Байков получил малую серебряную медаль академии за картину «Группа отдыхающих кавалеристов», в 1839 году — звание художника IV класса (по теме батальной живописи).
Создавал, в основном, батально-жанровые сцены, из которых сегодня известны, в частности, следующие: «Военная сцена» (уланский полк в деревне) и «Сцена у корчмы» — в коллекции Рязанского художественного музея, «Солдаты в деревне» — в коллекции Омского художественного музея, «Сцена у деревенского трактира» — в фондах Государственного Русского музея в Санкт-Петербурге и др.

## Фёдор Ильич Байков

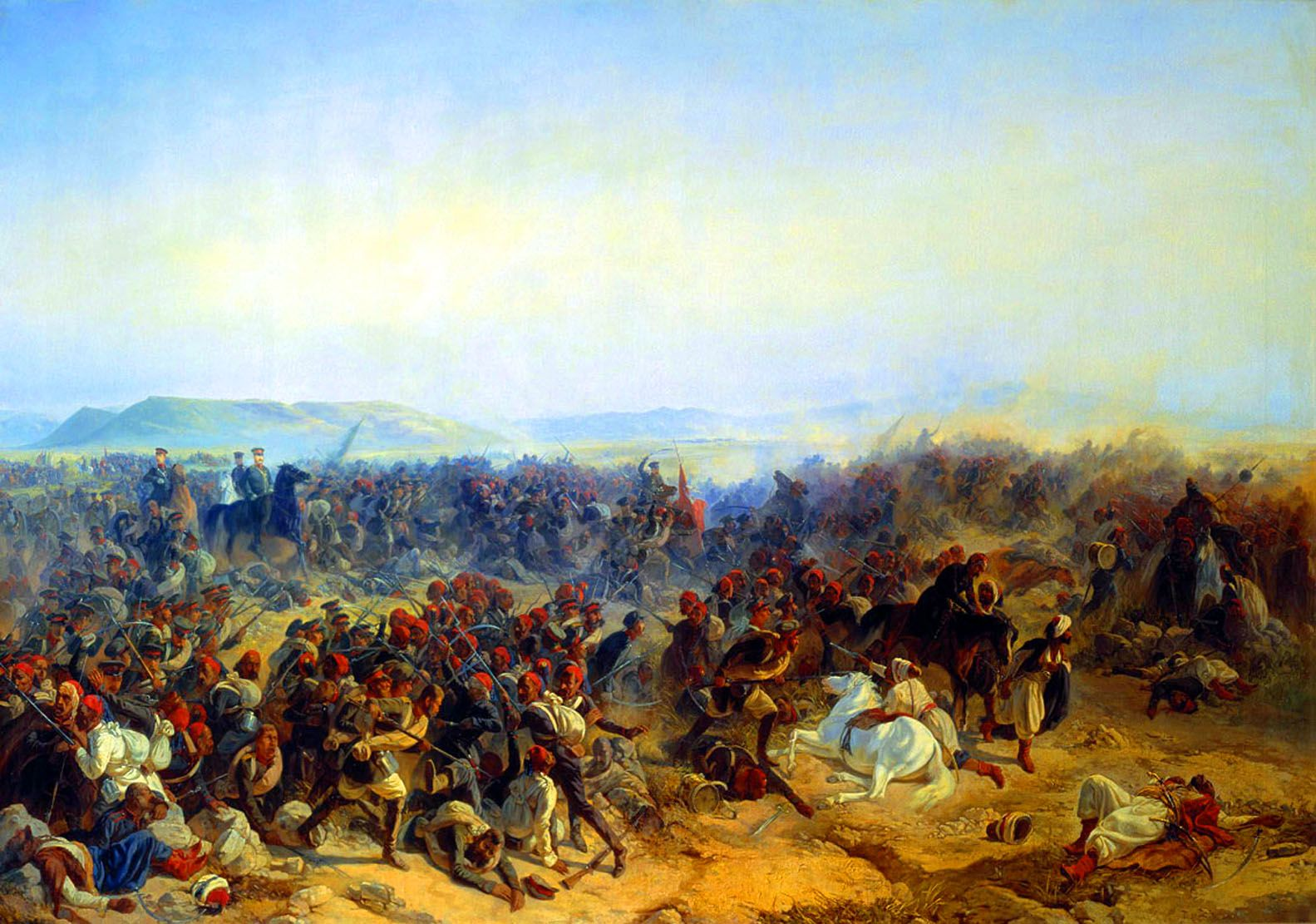
Ф.И. Байков. Сражение при селении Кюрюк-Дара в окрестностях крепости Карс 24 июля 1854 года. Холст, масло. Артиллерийский музей, Санкт-Петербург.

Младший брат, Фёдор Ильич, посещал Академию в 1840-е годы, в 1846 году получил малую серебряную медаль. Звание художника батальной живописи получил только в 1862 году.
Долгое время жил и работал в Тифлисе, где создавал, в основном, батальные и батально-жанровые сцены на сюжет военных конфликтов, происходивших на Кавказе. Среди них: «Взятие крепости Ахты», «Сражение при селении Кюрюк-Дара», «Сдача Карса» и другие. 
Репутация Фёдора Байкова ещё более укрепилась после того, как в 1860-е годы он издал альбом собственных литографий «Закавказские сцены и типы», который охотно раскупался по всей стране. Работы Фёдора Байкова обычно превосходят по качеству работы его старшего брата Петра. Сохранился портрет Фёдора Байкова, выполненный другим художником, долгое время жившим на Кавказе — князем Григорием Григорьевичем Гагариным.
Картина Фёдора Байкова «Военная сцена времён 1812 года» из коллекции Луганского художественного музея была отреставрирована в 2019 году, после чего стала одним из главных экспонатов выставки «Год вековечной славы».
Творчество и биографии обоих братьев Байковых изучены недостаточно, в связи с чем иногда возникает путаница с авторством созданных ими картин.